# Культура Вади Раба
Культура Вади Раба (англ. Wadi Rabah culture) — археологическая культура позднего неолита в южном Леванте, датируемая V тыс. до н. э. Представлена поселением Эйн-эль-Джарба. Для культуры Вади Раба характерны прямоугольные в плане конструкции, хотя хижины и землянки также продолжают строиться. Это подтверждает сведения о разделении населения на постоянно проживающих на поселении и на пастухов.